# هیوستن (مینه‌سوتا)
هیوستن، مینه‌سوتا (به انگلیسی: Houston, Minnesota) یک شهر در ایالات متحده آمریکا است که در شهرستان هیوستون واقع شده‌است.

## خصوصیات
هیوستن ۲٫۴۶ کیلومترمربع مساحت و ۹۷۹ نفر جمعیت دارد و ۲۰۹ متر بالاتر از سطح دریا واقع شده‌است.